# گلنالوین گودریج
گلنالوین گودریج (انگلیسی: Glenalvin Goodridge; c. 1829 – ۱۴ نوامبر ۱۸۶۷) یک عکاس آمریکایی اهل یورک، پنسیلوانیا و یکی از اولین عکاسان آفریقایی-آمریکایی در ایالات متحده بود. در سال ۱۸۶۳، گودریج یک سال را در زندان گذراند تا اینکه سال بعد عفو فرمانداری دریافت کرد و سپس به مینیاپولیس نقل مکان کرد و در سال ۱۸۶۷ بر اثر بیماری سل درگذشت. در سال ۲۰۲۱، بسیاری از داگرئوتیپ‌های گودریج به مجموعه موزه هنر آمریکایی اسمیتسونیان پیوستند.

## زندگی‌نامه
گودریج در یورک، پنسیلوانیا متولد شد، اولین پسر ویلیام سی گودریج از بردگان بود. او در ۱۰ ژوئن ۱۸۵۱ با همسرش رودا کورنلیا گری ازدواج کرد. پسرشان گلن جی گودریج در سال ۱۸۶۰ به دنیا آمد.
از سال ۱۸۴۷ تا ۱۸۵۱، گودریج عمدتاً معلم «دبیرستان رنگارنگ» در یورک بود، این شغل را پس از آن به صورت نیمه وقت ادامه داد. فرانسیس هارپر، طرفدار الغای شناخته شده ملی، در سال 1864 در همان مدرسه تدریس می‌کرد.
او به همراه برادرانش والاس و ویلیام او گودریج. یک استودیوی عکاسی در یورک و سپس استودیوی خود را در ایست سگینو، میشیگان راه‌اندازی کردند. استودیو سگینو توسط والاس در سال ۱۹۲۲ بسته شد.

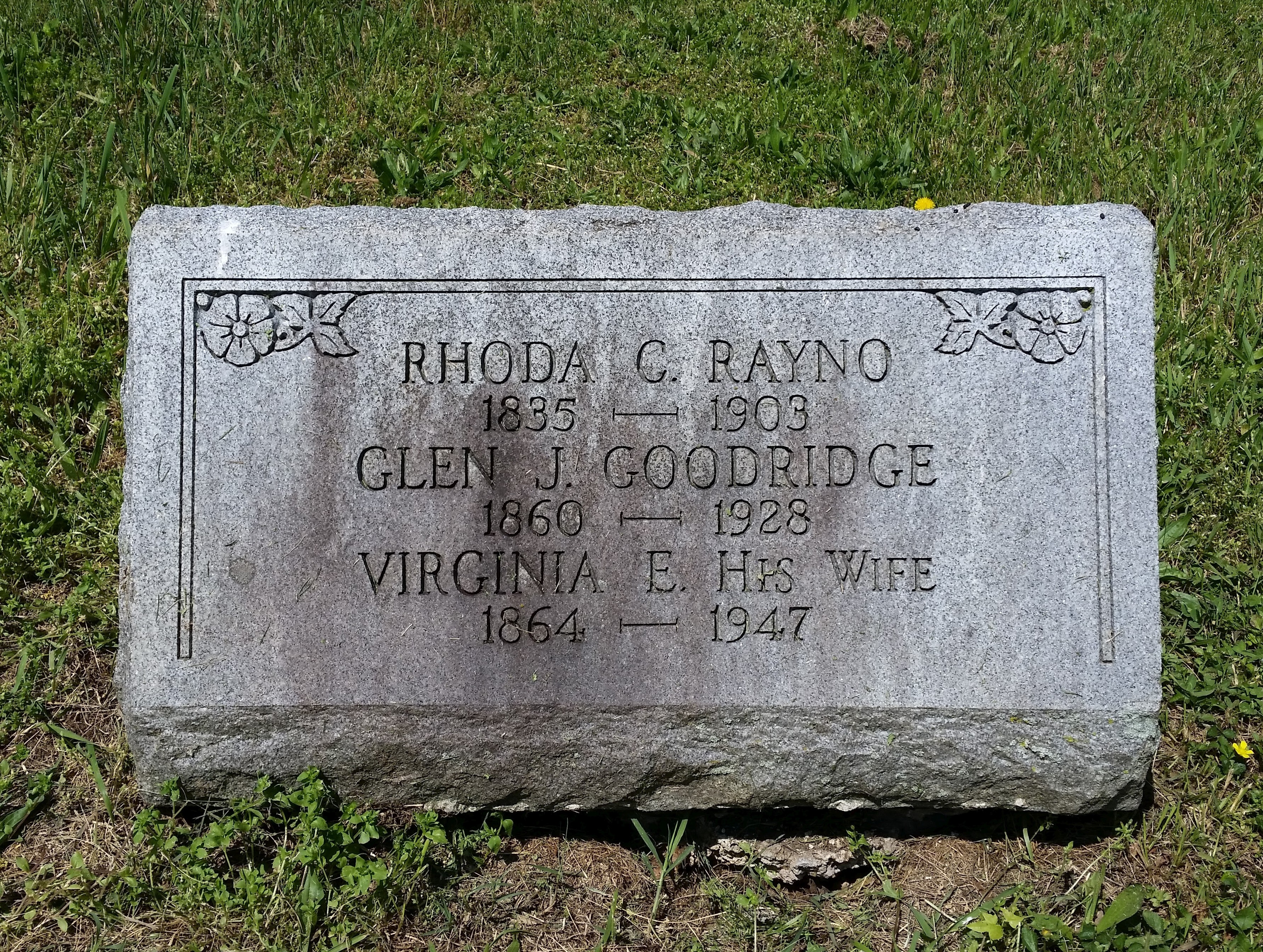
همسر گودریج که دوباره ازدواج کرد و پسرش گلن در قبرستان لبنان در یورک شمالی به خاک سپرده شدند.

از سال ۱۸۶۳ تا ۱۸۶۴، گودریج در زندان ایالت شرقی زندانی بود. در پی کمپینی توسط پدرش، فرماندار پنسیلوانیا، اندرو جی کرتین، گودریج را عفو کرد. زمانی که در زندان بود، به بیماری سل مبتلا شد که منجر به مرگ او در مینیاپولیس در ۱۴ نوامبر ۱۸۶۷ شد. گودریج در گورستان یادبود پیشگامان و سربازان مینیاپولیس به خاک سپرده شده است.

## میراث
در سال ۲۰۱۸، بازتولید استودیو عکسی که او با برادرانش والاس و ویلیام او اداره می‌کرد، در مرکز آزادی گودریج در یورک، پنسیلوانیا افتتاح شد. در سال ۲۰۲۱، بسیاری از داگرئوتیپ‌های او برای مجموعه موزه هنر آمریکایی اسمیتسونیان به دست آمد.